# Proveysieux
Proveysieux (parfois orthographiée sous le nom de Proveyzieux) est une commune française située dans le département de l'Isère, en région Auvergne-Rhône-Alpes. Elle était autrefois rattachée à la province du Dauphiné.
Cette commune, dont le territoire est entièrement inscrit dans une zone rurale, ainsi que dans une zone de moyenne montagne, se positionne sur le balcon occidental du massif de la Chartreuse. Celle-ci a adhéré, à ce titre, au parc naturel régional de la Chartreuse. Elle est également adhérente à l'intercommunalité Grenoble-Alpes Métropole, agglomération urbaine de plus de 400 000 habitants.
Ses habitants sont dénommés les Proveysards et Proveysardes, parfois orthographié Proveizards.

## Géographie

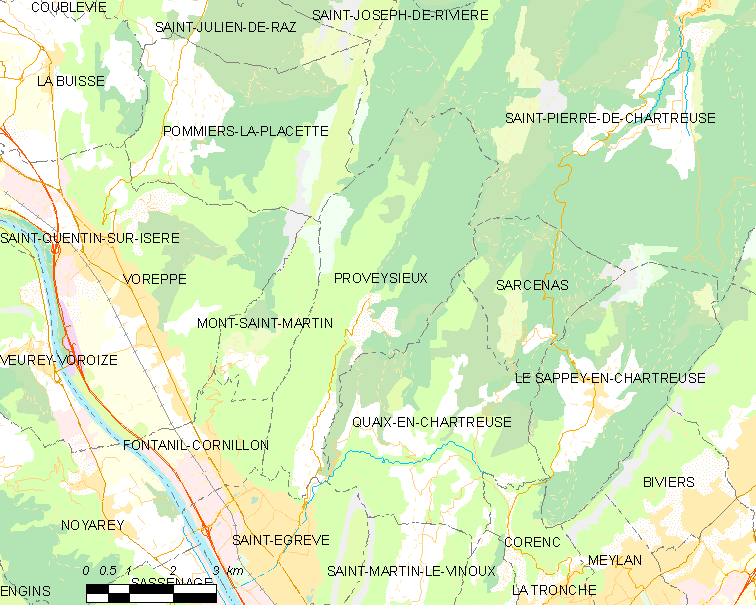
Plan du territoire de Proveyzieux

### Situation
La ville de Proveysieux est située dans le sud-est de la France, au nord-ouest de Grenoble et non loin du centre géographique du département de l'Isère. La commune se situe dans la partie occidentale du massif de la Chartreuse qui domine la vallée de l'Isère.
Le bourg de Proveysieux est située, par la route, à 102 km de Lyon, préfecture et siège de la région Auvergne-Rhône-Alpes, 13 km de Grenoble, préfecture du département de l'Isère, 306 km de Marseille et 572 km de Paris.

### Description
Cette commune essentiellement rurale, située en grande partie, en moyenne montagne, est cependant très proche de l'agglomération grenobloise, mais celle-ci n'en ressent pas l'effet urbanistique du fait d'un espace constructible peu étendu en raison de la nature d'un territoire composé de nombreux secteurs forestiers pentus et escarpés. La construction de l'unique route, traversant la commune et datant de la fin du XIXe siècle, n'a pas entraîné de grandes modifications et la commune a su préserver son aspect rural.
La commune comprend un petit bourg central qui comprend la mairie, l'école et l'église, dominant la vallée étroite d'un torrent, mais aussi quelques hameaux, situé au nord et au sud de ce bourg central, dans l'alignement de cette vallée et de cette unique route.

### Géologie et relief

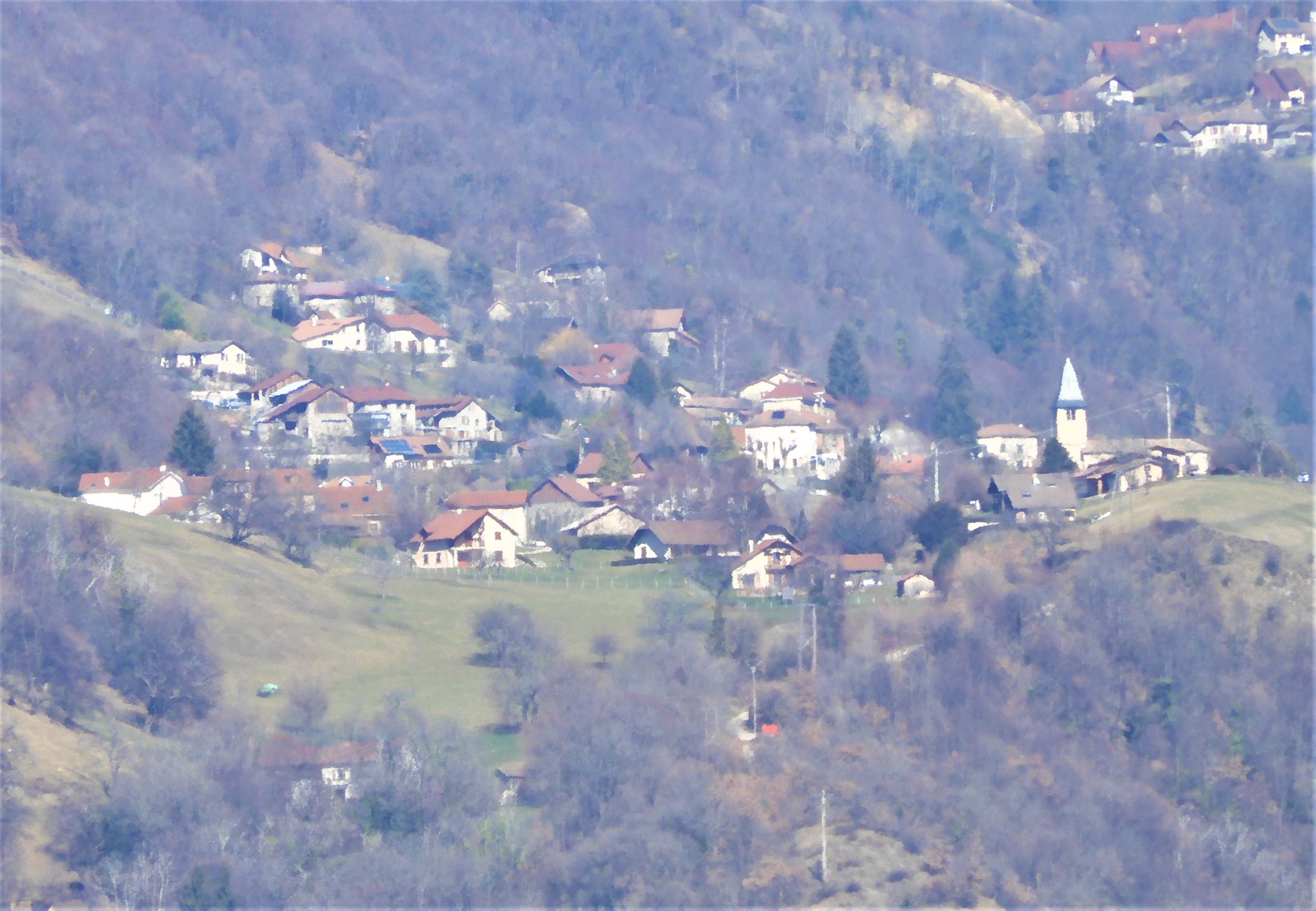
Le bourg de Proveysieux depuis Sassenage (février 2022)

La majeure partie du territoire proveysard correspond à la vallée du Tenaison qui rejoint la Vence à l'entrée de la commune voisine de Saint-Égrève. Cette vallée correspond également au synclinal de Proveysieux, le plus profond des synclinaux de la Chartreuse, qui sépare en deux parties le massif préalpin avec la Chartreuse occidentale d'un côté et la Chartreuse médiane, de l'autre.
Il y a moins de 100 000 ans, lors de la glaciation de Würm, un glacier occupait la cluse de l'Isère, la vallée de Proveysieux a été comblée, jusqu'à l'altitude d'environ 1 000 mètres, par des alluvions fluvio-glaciaires.
Au nord du hameau de Pomarey, la vallée du Tenaison, assez large en aval, se rétrécit. Les molasses miocènes qui se retrouvent tout le long de la vallée, sont réduites maintenant à une bande étroite jusqu'au col de la Charmette.

#### Sites géologiques remarquables
« L'écroulement anté-rissien du Sappey de Proveysieux », site géologique remarquable d'intérêt géomorphologique de 119,32 hectares, est classé « deux étoiles » à l'« Inventaire du patrimoine géologique » en 2014. Il se trouve sur les communes de Mont-Saint-Martin et Proveysieux.

### Hydrographie

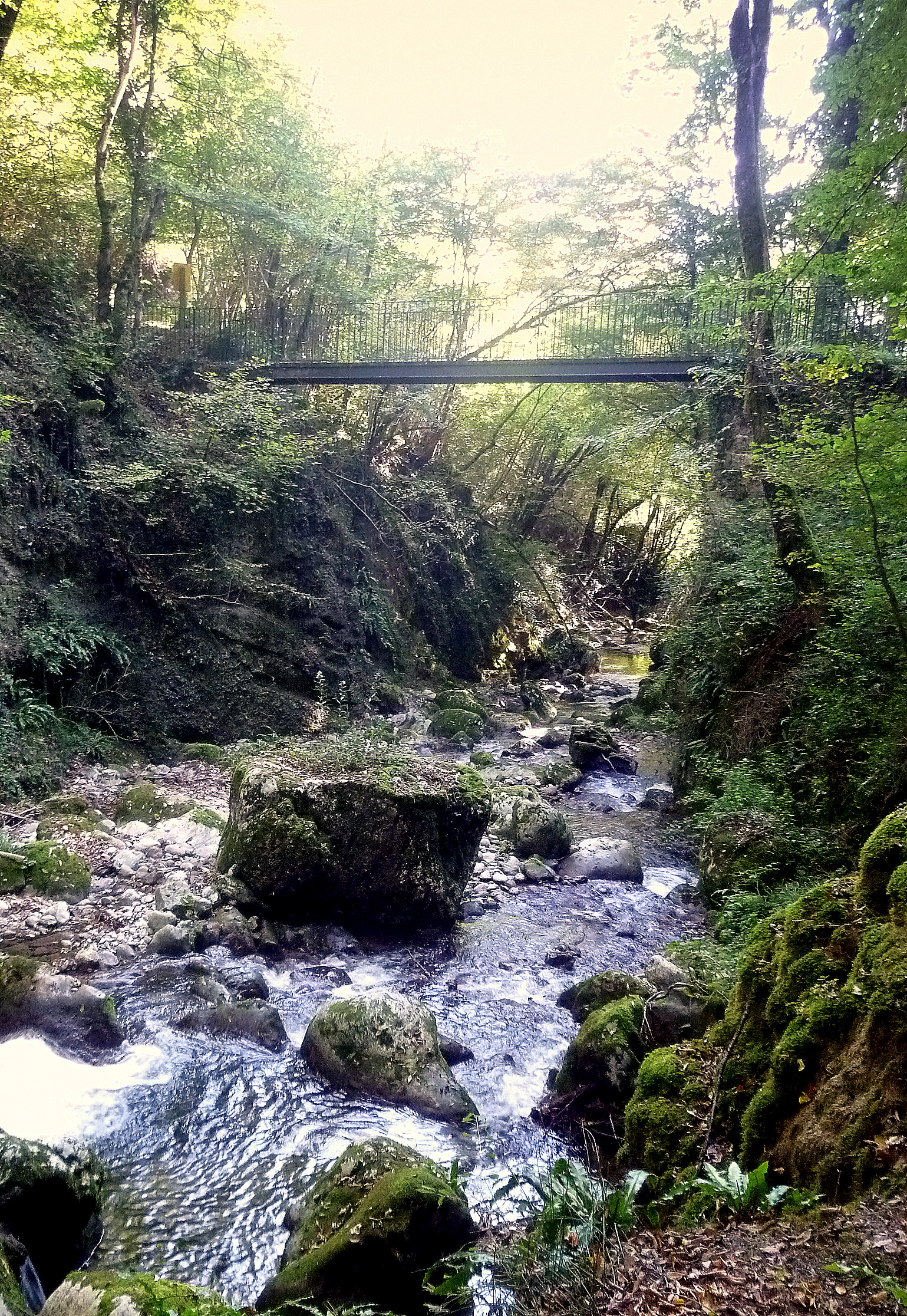
Le Tenaison, à Proveysieux

Le territoire de la commune est sillonné par plusieurs cours d'eau :
- Le torrent du Tenaison, d'une longueur de 9,9 km prend sa source au niveau du Col de la Charmette à 1 260 m d'altitude sur le territoire même de Proveysieux, pour suivre un axe nord-sud en direction de la vallée de l'Isère avant de rejoindre la Vence, affluent direct de l'Isère[6].
- Le ruisseau de Charmant Som, d'une longueur de 2,1 km est un affluent du Tenaison qui prend sa source à Saint-Pierre-de-Chartreuse avant de rejoindre le territoire de Proveysieux.

### Climat
Pour des articles plus généraux, voir Climat d'Auvergne-Rhône-Alpes et Climat de l'Isère.
En 2010, le climat de la commune est de type climat des marges montargnardes, selon une étude du Centre national de la recherche scientifique s'appuyant sur une série de données couvrant la période 1971-2000. En 2020, Météo-France publie une typologie des climats de la France métropolitaine dans laquelle la commune est exposée à un climat de montagne ou de marges de montagne et est dans la région climatique Alpes du nord, caractérisée par une pluviométrie annuelle de 1 200 à 1 500 mm, irrégulièrement répartie en été.
Pour la période 1971-2000, la température annuelle moyenne est de 10,6 °C, avec une amplitude thermique annuelle de 18,6 °C. Le cumul annuel moyen de précipitations est de 1 358 mm, avec 9,8 jours de précipitations en janvier et 7,7 jours en juillet. Pour la période 1991-2020, la température moyenne annuelle observée sur la station météorologique de Météo-France la plus proche, « Coublevie », sur la commune de Coublevie à 12 km à vol d'oiseau, est de 13,0 °C et le cumul annuel moyen de précipitations est de 1 121,0 mm,. Pour l'avenir, les paramètres climatiques de la commune estimés pour 2050 selon différents scénarios d'émission de gaz à effet de serre sont consultables sur un site dédié publié par Météo-France en novembre 2022.

#### Tableaux des températures minimales et maximales
Voici, ci-dessous, deux tableaux successifs présentant les valeurs de températures mensuelles, relevées sur le secteur de Proveysieux sur deux ans, à trois ans d'intervalle durant la dernière décennie.
- Année 2014

| Mois                              | jan. | fév. | mars | avril | mai  | juin | jui. | août | sep. | oct. | nov. | déc. |
| --------------------------------- | ---- | ---- | ---- | ----- | ---- | ---- | ---- | ---- | ---- | ---- | ---- | ---- |
| Température minimale moyenne (°C) | 1,1  | 2    | 2,7  | 7,2   | 9,2  | 13,9 | 14,8 | 14,3 | 12,6 | 9,5  | 5    | −1,4 |
| Température maximale moyenne (°C) | 8,9  | 11,3 | 16,4 | 19,9  | 21,5 | 27,6 | 24,8 | 25,4 | 23,6 | 21,3 | 13,9 | 7,9  |

- Année 2017

| Mois                              | jan. | fév. | mars | avril | mai  | juin | jui. | août | sep. | oct. | nov. | déc. |
| --------------------------------- | ---- | ---- | ---- | ----- | ---- | ---- | ---- | ---- | ---- | ---- | ---- | ---- |
| Température minimale moyenne (°C) | −5,8 | 1,2  | 4,6  | 4,9   | 10,3 | 15,8 | 15,9 | 15,4 | 9,5  | 6,2  | 3,5  | −1,2 |
| Température maximale moyenne (°C) | 2,7  | 13,6 | 17,5 | 19,1  | 23,6 | 29,2 | 28,8 | 28,6 | 21,7 | 20,5 | 10,2 | 5,1  |

### Voies de communication

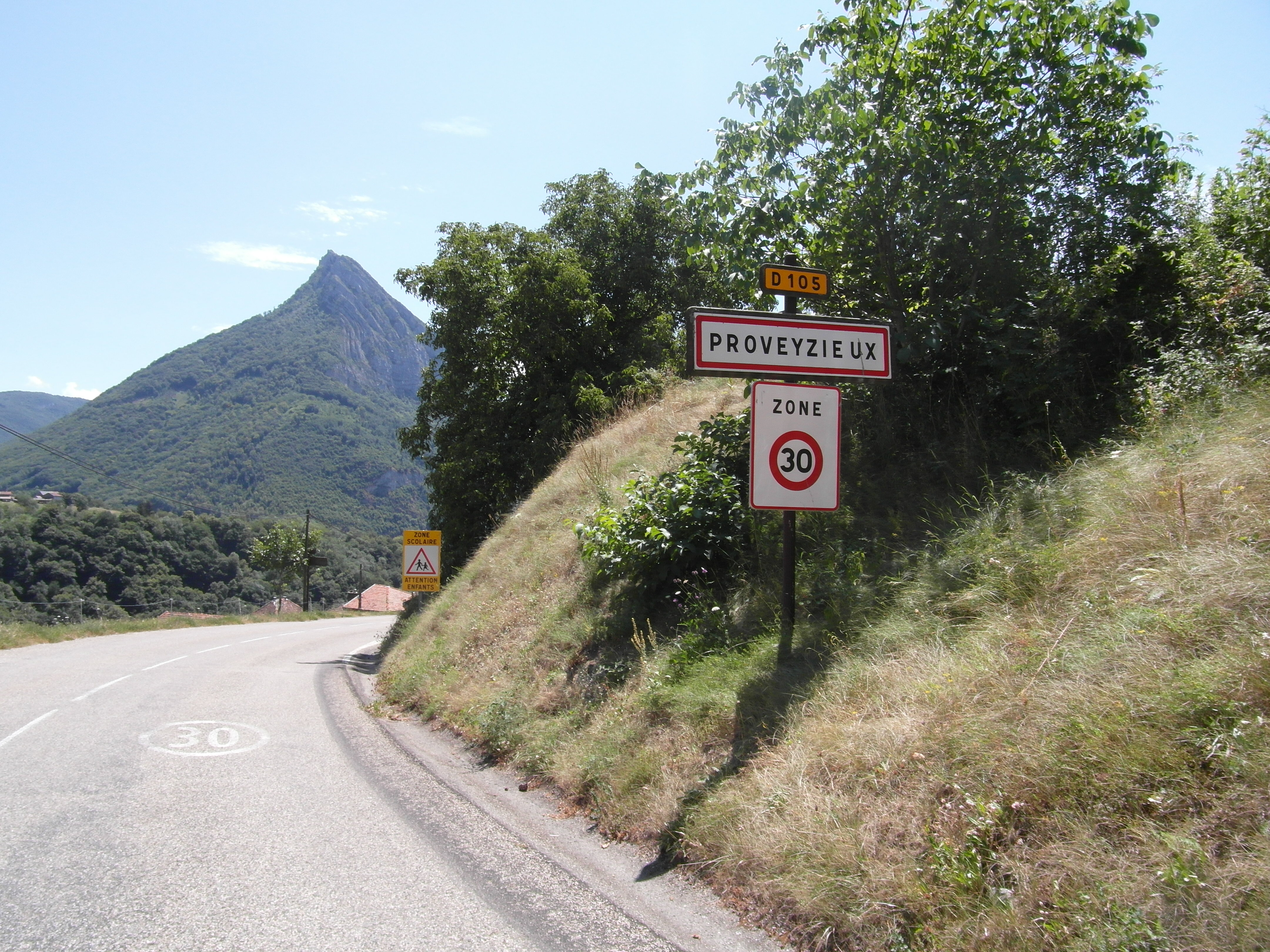
Panneau routier à l'entrée du bourg de Proveysieux

Le territoire de la commune est traversé par la route départementale 105 (RD105) qui traverse la commune dans le même axe nord-sud que le torrent du Tenaison qu'elle longe. Cette toute relie la commune de Saint-Égrève au Col de la Charmette, se terminant ainsi en impasse.
La RD105g se détache de la RD105 au niveau du hameau du Gua pour rejoindre la commune de Quaix-en-Chartreuse.

### Transports publics

#### Autobus
La ligne de bus Flexo 60 de la SEMITAG relie Saint-Égrève (Muret, Collège Barnave) à Proveysieux avec plusieurs arrêts : Planfay Haut, Planfay Bas, Pommarey, Pommarey Bas, Savoyardière, Pont du Gua, Proveysieux Village, La Chiaise, le Mollard, Garcinière.

#### Autres transports
La gare ferroviaire la plus proche est la gare ferroviaire SNCF de Saint-Égrève-Saint-Robert desservie par les trains régionaux du réseau TER Rhône-Alpes, celle-ci étant située à environ 4 km du centre de Proveysieux.
 
Cette gare est reliée directement à la Gare de Grenoble, elle-même desservie par des TGV circulant sur les grandes lignes notamment en direction de Paris et Lyon.

## Urbanisme

### Typologie
Au 1er janvier 2024, Proveysieux est catégorisée commune rurale à habitat dispersé, selon la nouvelle grille communale de densité à sept niveaux définie par l'Insee en 2022.
Elle est située hors unité urbaine. Par ailleurs la commune fait partie de l'aire d'attraction de Grenoble, dont elle est une commune de la couronne,. Cette aire, qui regroupe 204 communes, est catégorisée dans les aires de 700 000 habitants ou plus (hors Paris),.

### Occupation des sols
L'occupation des sols de la commune, telle qu'elle ressort de la base de données européenne d’occupation biophysique des sols Corine Land Cover (CLC), est marquée par l'importance des forêts et milieux semi-naturels (89,8 % en 2018), en diminution par rapport à 1990 (91,7 %). La répartition détaillée en 2018 est la suivante : 
forêts (85,6 %), zones agricoles hétérogènes (10,2 %), espaces ouverts, sans ou avec peu de végétation (3,7 %), milieux à végétation arbustive et/ou herbacée (0,5 %). L'évolution de l’occupation des sols de la commune et de ses infrastructures peut être observée sur les différentes représentations cartographiques du territoire : la carte de Cassini (XVIIIe siècle), la carte d'état-major (1820-1866) et les cartes ou photos aériennes de l'IGN pour la période actuelle (1950 à aujourd'hui).

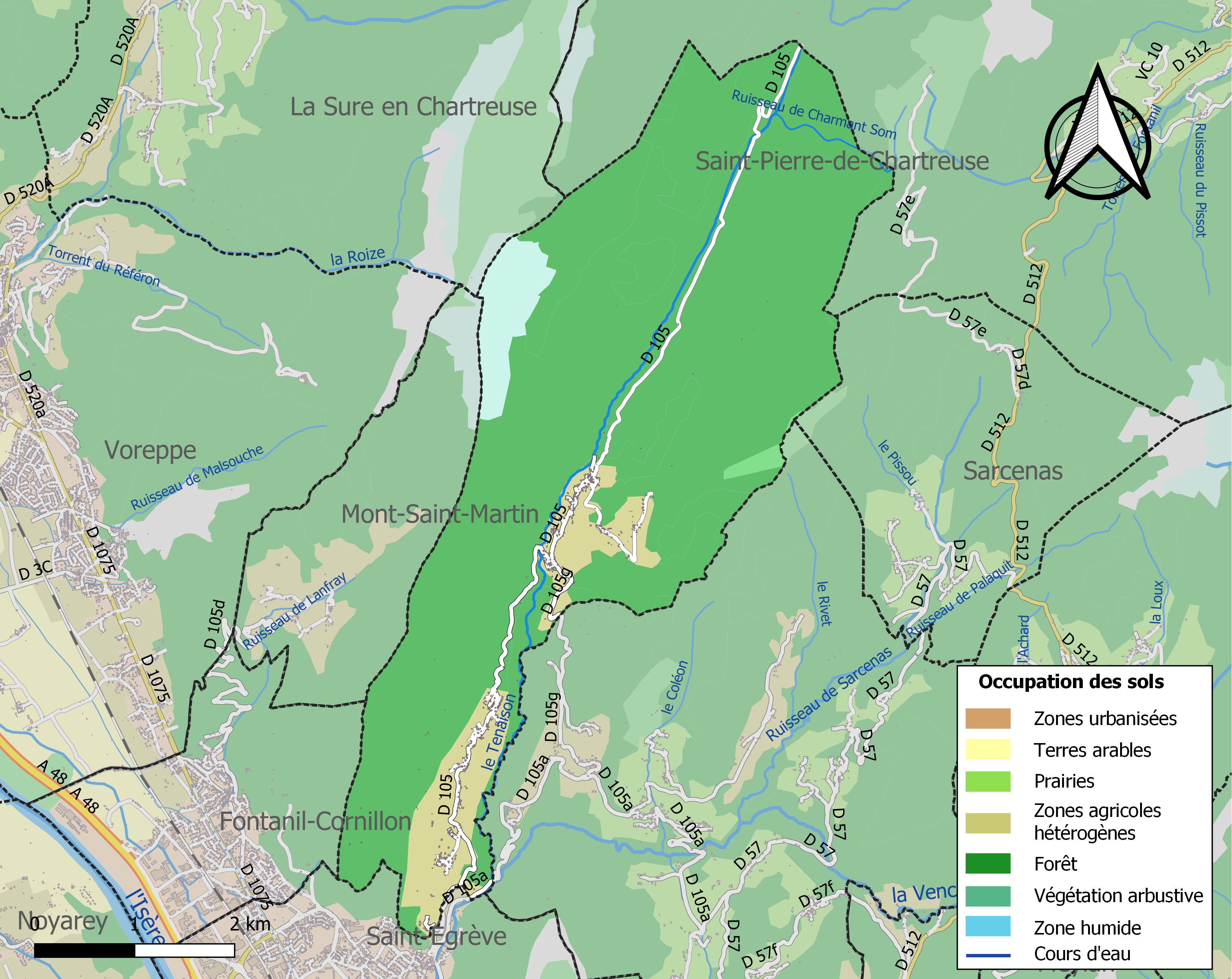
Carte des infrastructures et de l'occupation des sols de la commune en 2018 (CLC).

### Hameaux, lieux-dits et écarts de la commune
Voici, ci-dessous, la liste la plus complète possible des divers hameaux, quartiers et lieux-dits résidentiels urbains comme ruraux, ainsi que les écarts qui composent le territoire de la commune de Proveysieux, présentés selon les références toponymiques fournies par le site géoportail de l'Institut géographique national.
| - la Croix de l'Équerre - les Marcelières - Crozet - Granchamp - les Fourneaux - Girieux - Gaburet - Pomarey | - le Molaret - Planfay - Savoyardière - Pont du Gua - le Gua - Michaletière - Pierre Brune - le Bazeau | - les Champs - la Chiaise - le Mollard - Moretière - Jardon - la Sagne - Garcinière - Rigaudière |

### Risques naturels et technologiques

#### Risques sismiques
L'ensemble du territoire de la commune de Proveysieux est situé en zone de sismicité no 4 (sur une échelle de 1 à 5), comme la plupart des communes du massif de la Chartreuse.
| Type de zone | Niveau            | Définitions (bâtiment à risque normal) |
| ------------ | ----------------- | -------------------------------------- |
| Zone 4       | Sismicité moyenne | accélération = 1,6 m/s2                |

#### Autres risques
Proveysieux est une des trente-sept communes du département de l'Isère classée pour le risque incendie de forêt.

## Toponymie
Selon Ernest Nègre et son livre sur la toponymie générale de la France, le nom de la commune qui s'écrivait Provaisieu au XIe siècle serait issu d'un patronyme latin Probatius (nom signifiant « digne d'estime »), auquel s'est ajouté le suffixe acum.
Le nom de la commune peut également s'orthographier avec un « z » : Proveyzieux.
Le nom du hameau de Planfay vient probablement de la présence de hêtres (en latin Fagus qui donna ensuite Faye, ainsi que le mot fouet).

## Histoire

### Préhistoire et Antiquité
Des traces d’occupations anciennes datant du paléolithique ont pu être observées sur le territoire de Proveysieux. Il s’agit de deux sites de plein air, situés dans la partie nord, vers le col de la Charmette et correspondant à une aire de débitage de silex, mise en évidence lors d’une phase de prospection archéologique.

### Moyen Âge
Aucune présence de maisons fortes ou châteaux du Moyen Âge est attestée sur la commune.
Le prieuré de Cornillon, dépendant de l'abbaye bénédictine de la Chaise-Dieu, en Auvergne s'établit durant le XIe siècle, sur le territoire de l'actuelle commune de Saint-Égrève. La paroisse de Proveysieux fait alors partie de son mandatement.

### Époque contemporaine
À partir de 1866, à l'auberge des Grands Gousiers se réunissent Théodore Ravanat et ses amis peintres Rahoult, Achard, Blanc-Fontaine parmi d'autres.

## Politique et administration

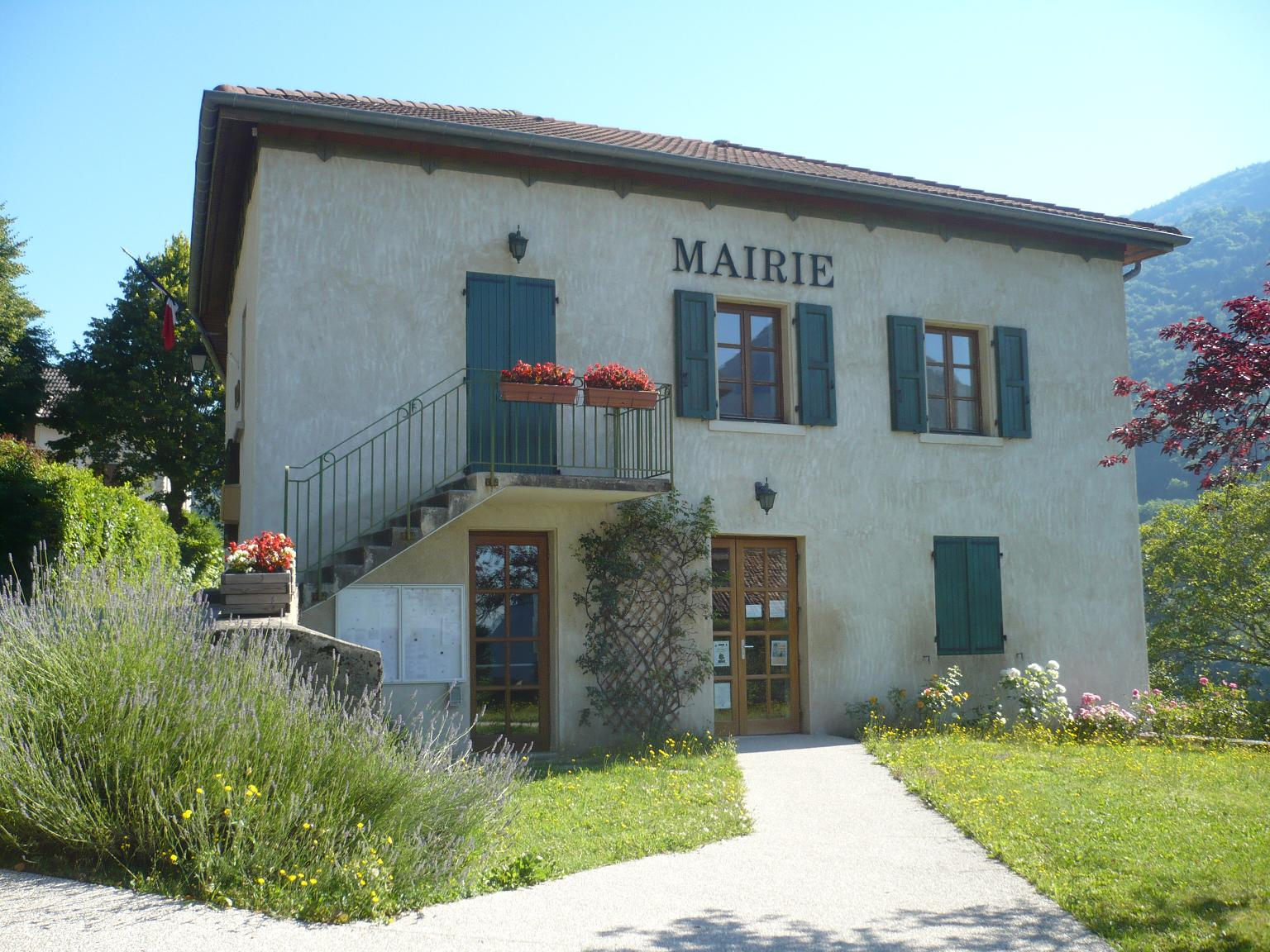
Mairie de Proveysieux

### Administration municipale
En 2019, le conseil municipal de Proveysieux est composée de quinze membres (dix hommes et quatre femmes) dont un maire, quatre adjoints au maire et dix conseillers municipaux.

### Liste des maires
| Période                                  | Période   | Identité              | Étiquette | Qualité                               |
| ---------------------------------------- | --------- | --------------------- | --------- | ------------------------------------- |
| 1983                                     | 1995      | André Paquet          |           |                                       |
| 1995                                     | mars 2008 | Pierre Blanc          |           |                                       |
| mars 2008                                | 2020      | Christiane Raffin     | SE        | Retraitée de l'enseignement           |
| 2020                                     | En cours  | Christian Balestrieri |           | élu Maire par plus de 90% des votants |
| Les données manquantes sont à compléter. |           |                       |           |                                       |

## Population et société

### Démographie
L'évolution du nombre d'habitants est connue à travers les recensements de la population effectués dans la commune depuis 1793. Pour les communes de moins de 10 000 habitants, une enquête de recensement portant sur toute la population est réalisée tous les cinq ans, les populations de référence des années intermédiaires étant quant à elles estimées par interpolation ou extrapolation. Pour la commune, le premier recensement exhaustif entrant dans le cadre du nouveau dispositif a été réalisé en 2008.

En 2022, la commune comptait 519 habitants, en évolution de +2,77 % par rapport à 2016 (Isère : +3,07 %, France hors Mayotte : +2,11 %).
| 1793 | 1800 | 1806 | 1821 | 1831 | 1836 | 1841 | 1846 | 1851 |
| ---- | ---- | ---- | ---- | ---- | ---- | ---- | ---- | ---- |
| 610  | 615  | 628  | 559  | 613  | 619  | 604  | 628  | 581  |

| 1856 | 1861 | 1866 | 1872 | 1876 | 1881 | 1886 | 1891 | 1896 |
| ---- | ---- | ---- | ---- | ---- | ---- | ---- | ---- | ---- |
| 537  | 504  | 477  | 484  | 491  | 479  | 467  | 446  | 420  |

| 1901 | 1906 | 1911 | 1921 | 1926 | 1931 | 1936 | 1946 | 1954 |
| ---- | ---- | ---- | ---- | ---- | ---- | ---- | ---- | ---- |
| 390  | 392  | 349  | 318  | 299  | 311  | 301  | 268  | 262  |

| 1962 | 1968 | 1975 | 1982 | 1990 | 1999 | 2006 | 2008 | 2013 |
| ---- | ---- | ---- | ---- | ---- | ---- | ---- | ---- | ---- |
| 210  | 218  | 260  | 355  | 469  | 479  | 511  | 520  | 508  |

| 2018 | 2022 | - | - | - | - | - | - | - |
| ---- | ---- | - | - | - | - | - | - | - |
| 509  | 519  | - | - | - | - | - | - | - |

### Enseignement

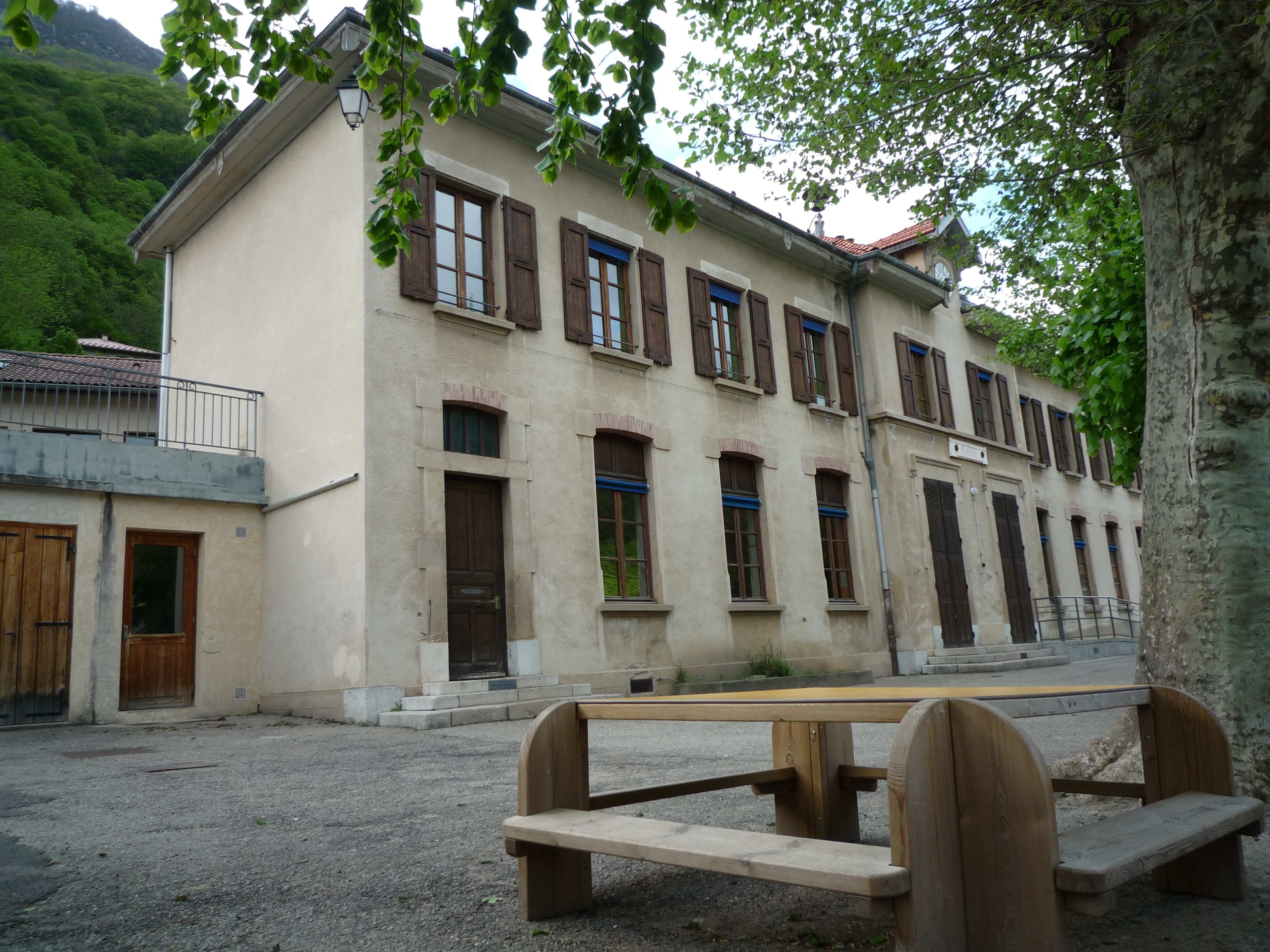
L'école primaire

La commune est rattachée à l'académie de Grenoble (Zone A) et son unique école est situé dans l'ancienne mairie, le monument aux morts étant d'ailleurs présent dans la cour de récréation de l'école.

### Manifestations culturelles et festivités
La fête du village se déroule lors du 1er mai.

### Cultes
La communauté catholique de Proveysieux et son église (propriété de la commune) est rattachée à la paroisse de Saint Martin du Néron, elle-même rattachée au diocèse de Grenoble-Vienne.

### Médias

#### Presse écrite
Historiquement, le quotidien à grand tirage régional, le Dauphiné libéré consacre, chaque jour, y compris le dimanche, dans son édition de Grenoble et de la Chartreuse, un ou plusieurs articles à l'actualité du village et de ses communes voisines, ainsi que des informations sur les éventuelles manifestations locales, les travaux routiers, et autres événements divers à caractère local.

#### Presse audiovisuelle
La commune est située sur l'aire de diffusion de radio Ici Isère, une radio publique qui émet sur tout le territoire du département de l'Isère.

## Économie
La commune fait partie de l'aire géographique de production et transformation du « Bois de Chartreuse », la première AOC de la filière Bois en France,.

## Culture locale et patrimoine

### Patrimoine architectural

#### Patrimoine religieux
- L'église romaine Saint-Pierre

Cet édifice religieux, église paroissiale de la commune, présente des éléments des XIIe et XVIIe siècles, notamment un clocher-porche. La mention la plus ancienne de cette paroisse remonte à 1102 et l'appellation « Saint-Pierre » apparaît en 1497.
- Les oratoires

Il existe encore quatre oratoires, lieux dédiés à la prière, dont un au hameau la Chiaise, dénommé « Prieuré de Proveysieux », un autre au hameau des Moulins. Le promeneur peut également découvrir  une statue de La Vierge à l’Enfant, nichée dans la chaîne d’angle d’une maison rurale du hameau de Planfay.

#### Patrimoine civil
- Auberge des Grandgousiers

L'ancienne Auberge des Grandgousiers, ou Auberge des Grands Gousiers, était le lieu de rencontre des artistes peintres de l'école de Proveysieux : à l'intérieur il y avait des fresques réalisées par Théodore Ravanat et ses amis, aujourd'hui disparues ; à l'extérieur, la façade conserve des peintures murales, comme les chiens et la tête de chamois réalisés par Eugène Faure ou la calligraphie de Théodore Ravanat, restaurées en 2006 grâce à l'intervention de la commune, du Parc Naturel Régional de Chartreuse et de la Fondation du Crédit Agricole Pays de France. Aujourd'hui maison privée, en décembre 2010 l'ancienne auberge a été ravagée par un incendie,.
- Le monument aux morts

Le monument aux morts, situé dans la cour de l'école communale, positionné au sommet de quelques marches, présente un pilier commémoratif sous la forme d'une colonne quadrangulaire, surmontée par une urne voilée à son sommet. Cette colonne est entourée par quatre bornes en forme d'obus reliées par des chaines.

Quelques monuments et sites de Proveysieux
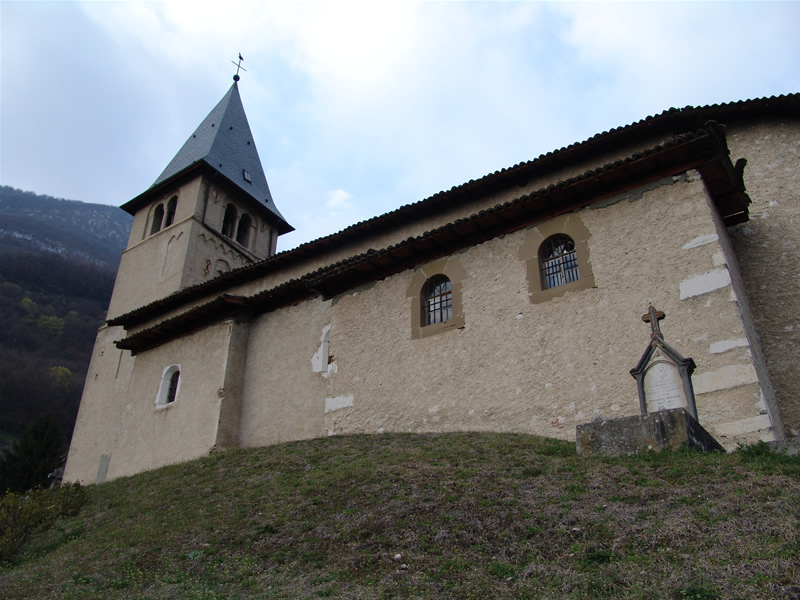
L'église de Proveysieux.
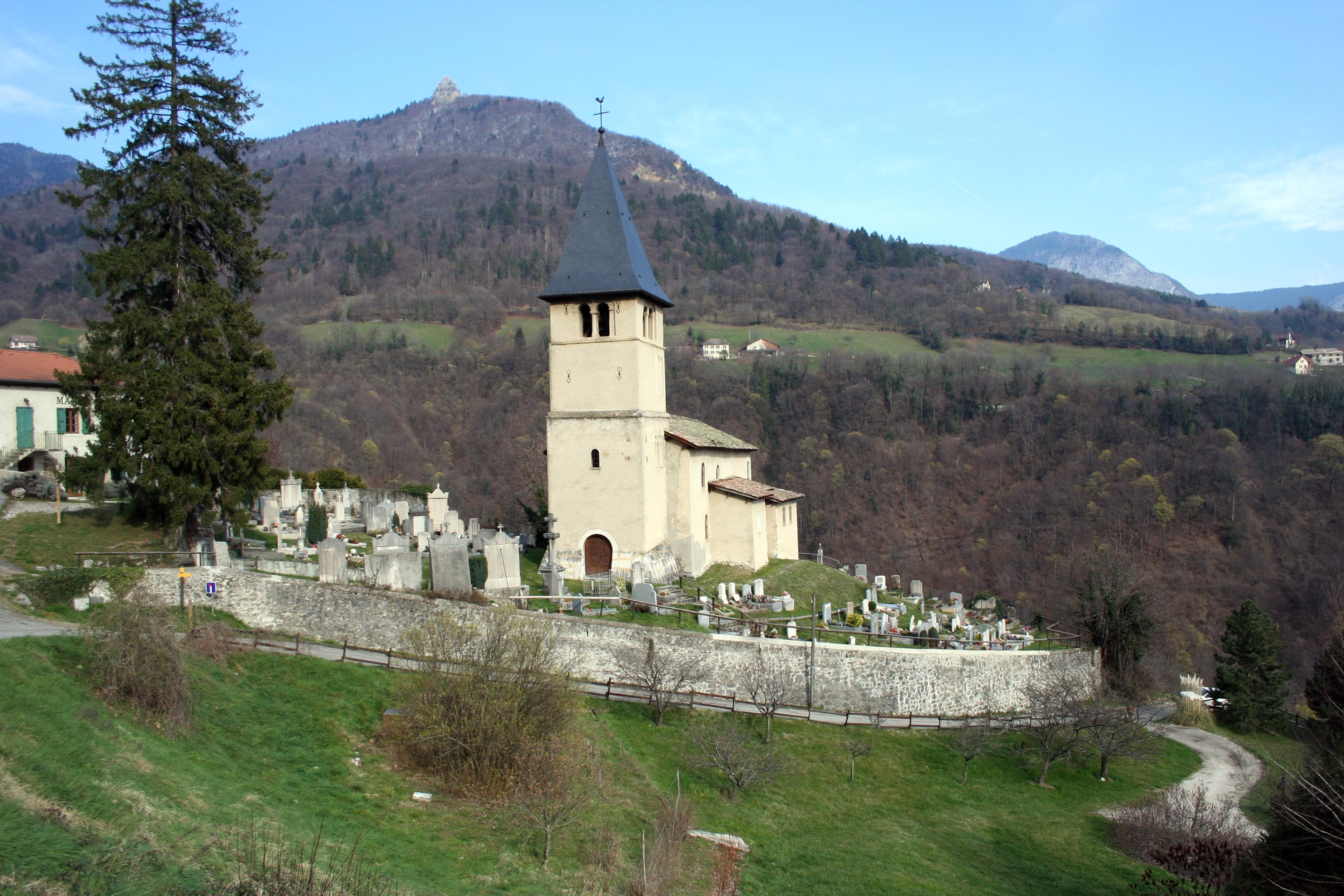
L'église et au second plan l'aiguille de Quaix .
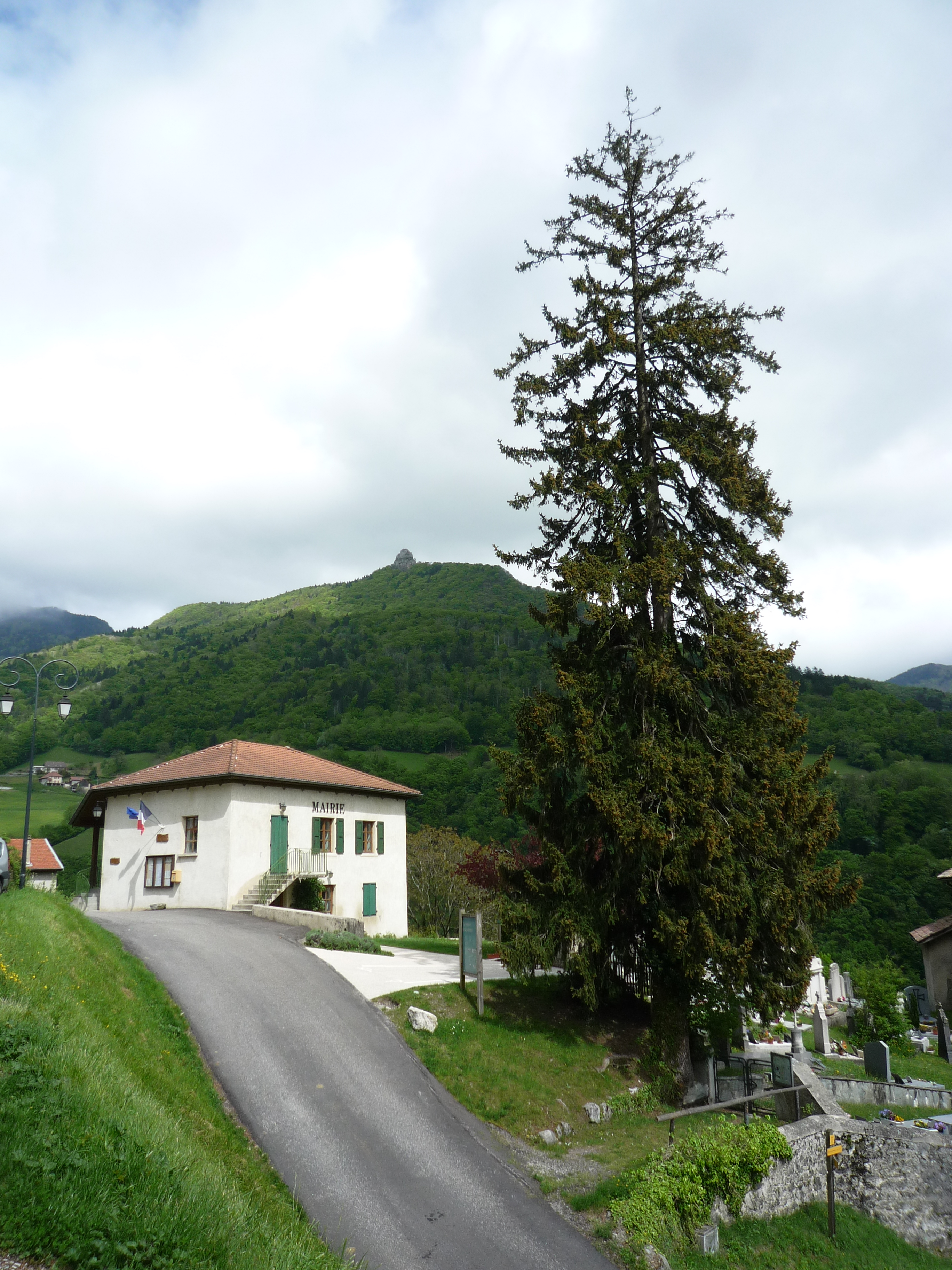
La mairie.
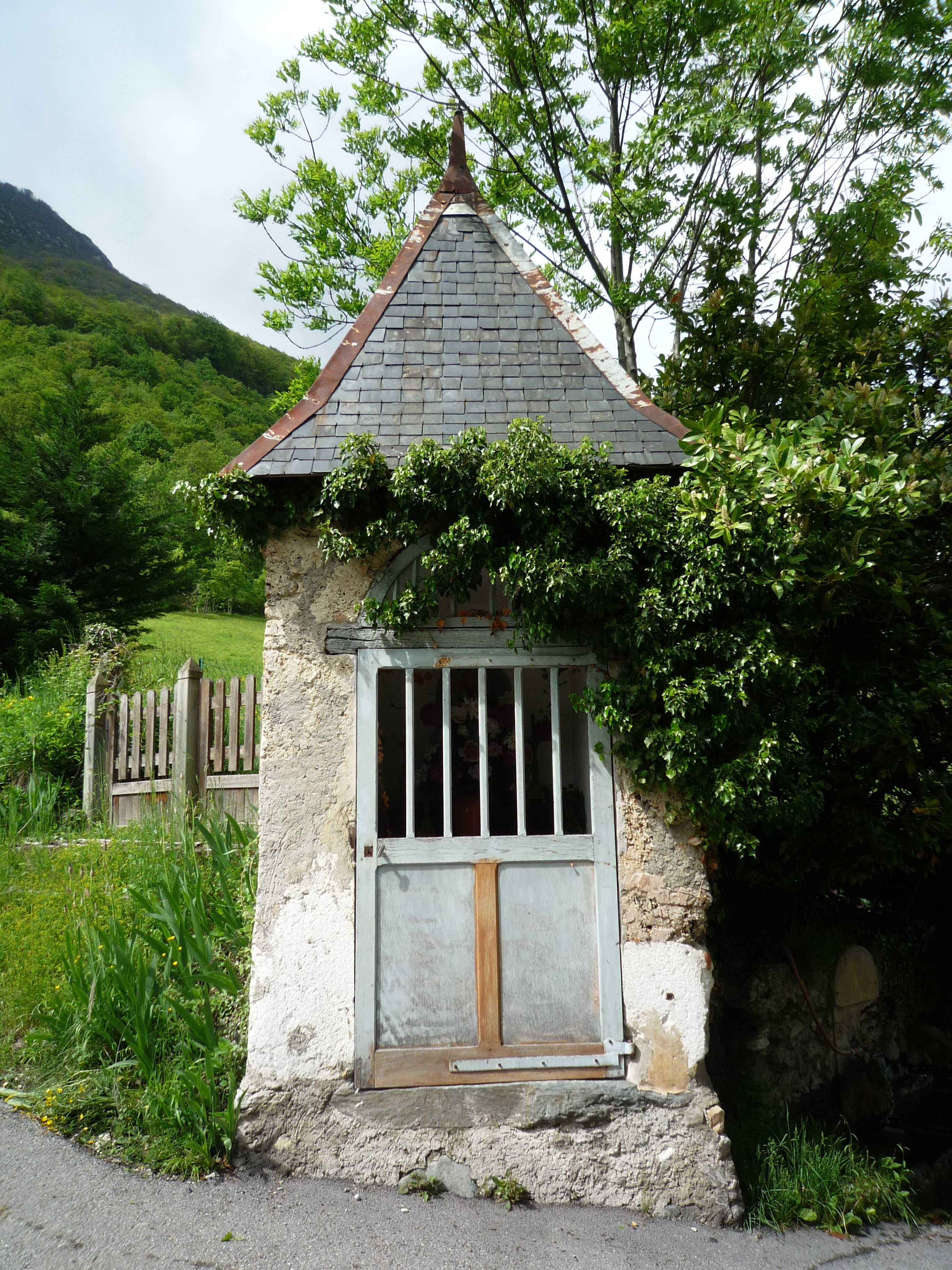
Le prieuré de Proveysieux.
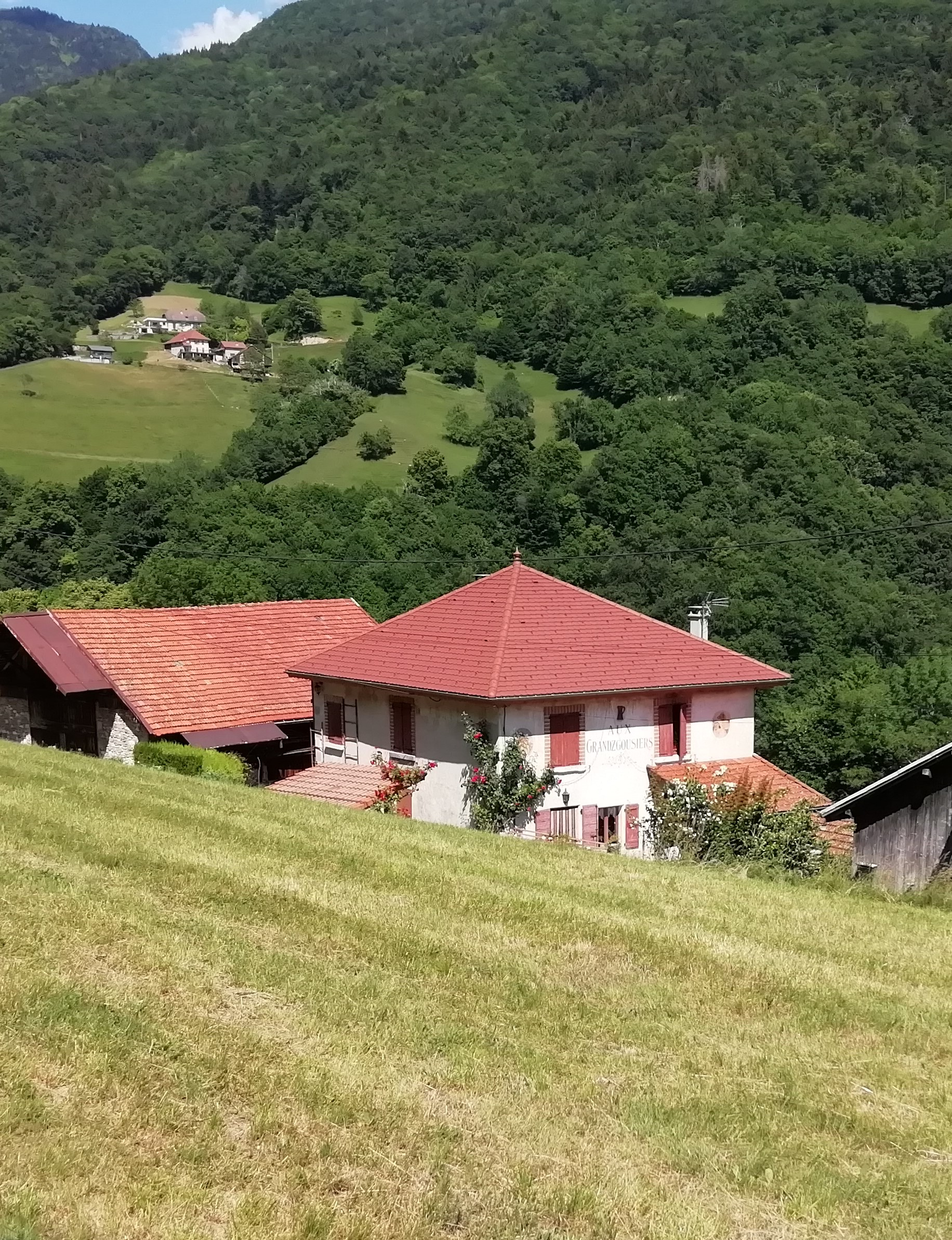
Ancienne auberge des Grandgousiers.

### Patrimoine culturel

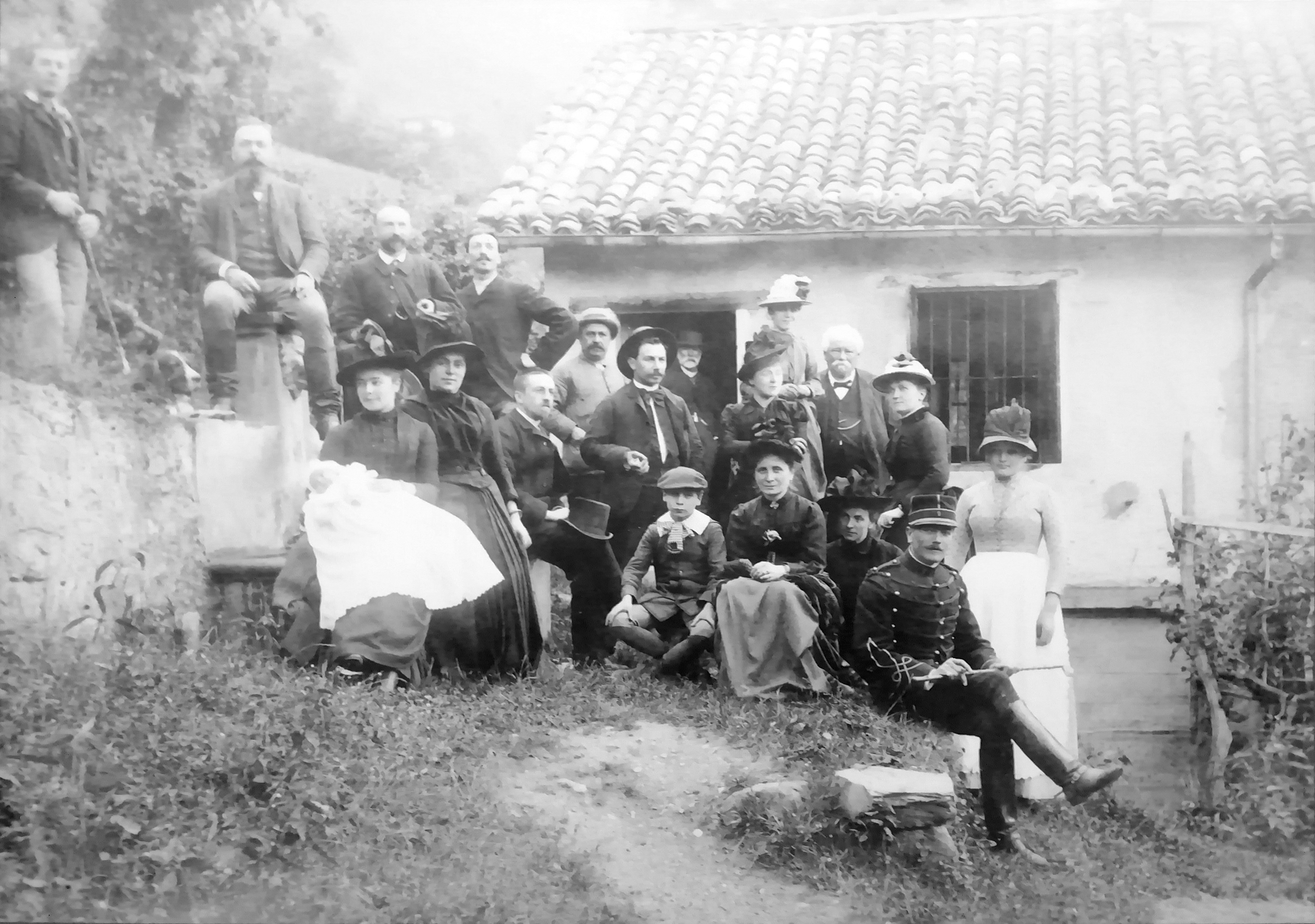
Photo de groupe devant la maison de Théodore Ravanat. (Coll. Musée dauphinois.

Le village de Proveysieux fut à la fin du XIXe siècle un lieu de rencontre de peintres paysagistes dauphinois. Théodore Ravanat (1812-1883) y possédait une grange-atelier. Jean Achard qui lui prodigua des conseils de peinture dès 1830 était ravi de retrouver son ami (devenu professeur à l'école municipale gratuite de dessin en 1848) au grand air du village. Là il partagea son expérience avec les jeunes : Tancrède Bastet (1858-1942), Henri Blanc-Fontaine (1819-1897), Firmin Gautier (1838-1877), Jacques Gay (1851-1925), Édouard d'Apvril (1843-1928), Eugène Faure (1822-1878), Aristide Albert, Louis Vagnat, Diodore Rahoult (1819-1874), Claude Pollet et Charles Bertier qui y peint de nombreux tableaux dont des vues du Néron. Jules Bernard, conservateur du musée de Grenoble participe aussi aux réunions et est considéré comme le sage du milieu artistique grenoblois. Entre octobre 2003 et mai 2004, l'exposition temporaire Peintre(s) à Proveysieux au musée de l'Ancien Évêché de Grenoble a été consacré à l'« École de peinture de Proveysieux ».

### Patrimoine naturel géologique
Proveysieux est une des communes adhérentes du parc naturel régional de Chartreuse.
La glacière de Proveyzieux est une gouffre près de Pomarey, où on taillait des pans de neige glacée avant l'ère des réfrigérateurs industriels.

#### Le domaine montagnard
Tous situés sur le territoire de la commune, ses points culminants (sommets) et ses points de passage (cols) les plus notables sont (du nord au sud) :
- Le col de la Charmette (1 261 m)
- Les rochers de Chalves (en limite avec la commune de Mont-Saint-Martin)
- La Pinéa (1 771 m) (sommet partagé avec les communes de Quaix-en-Chartreuse et de Sarcenas)[38].
- Le Rocher de l'Église
- La Roche Traversier

### Patrimoine naturel biologique

#### Le domaine forestier
Le territoire comprend de grands espaces forestiers protégés, relevant pour la plupart de zones naturelles d'intérêt écologique, faunistique et floristique
- La forêt de Pomarey (ZNIEFF de type I), d'une surface de 13,93 hectares[39], dans sa totalité.
- La forêt des Fourneaux (ZNIEFF de type I), d'une surface de 8,91 hectares[40], dans sa totalité.
- La forêt de Génieux (ZNIEFF de type I), d'une surface de 866,24 hectares[41], partagée avec d'autres communes (La Sure en Chartreuse, Saint-Laurent-du-Pont, Saint-Pierre-de-Chartreuse).

#### La flore
Voir : Flore de la Chartreuse.

#### La faune
Voir : Faune de la Chartreuse.

### Personnalités liées à la commune
- Théodore Ravanat (1812-1883), peintre paysagiste, décédé à Proveysieux où il possédait une grange-atelier (dénommée école de Provveyzieux)[42].
- Madeleine Wagner (1910-2002), peintre et professeure, y avait sa résidence et son atelier d'été.

### Héraldique
|  | Proveysieux possède des armoiries dont l'origine et le blasonnement exact ne sont pas disponibles. |

## Pour approfondir